# Andrea Dandolo
Andrea Dandolo (n. 1306 – d. 7 septembrie 1354) a fost ales ca al 54-lea doge al Veneției în anul 1343, înlocuindu-l pe Bartolomeo Gradenigo, care a decedat la sfârșitul lui 1342.

## Biografie
Pregătit în domeniul istoriografiei și al studiilor juridice, Andrea Dandolo a studiat la Universitatea din Padova. El descindea dintr-o veche familie nobilă venețiană care a jucat un rol de seamă în viața politică a cetății între secolul al XII-lea și al XV-lea, dând Veneției patru dogi (dintre care cel mai renumit a fost Enrico Dandolo), numeroși amirali și alte figuri proeminente care au ocupat funcții importante în aparatul de stat.
Andrea Dandolo s-a impus ca un sprijinitor al artelor. El a reformat sistemul de legi venețian, stabilind un cadru legal în 1346, atunci când a compilat toate legile Republicii. A avut un schimb de scrisori cu Francesco Petrarca, care a scris despre Dandolo că era "un om drept, incoruptibil, plin de viață și dragoste față de patria sa, erudit, convingător, afectuos și omenos."
Cariera lui Dandolo în viața politică venețiană a început de la o vârstă precoce. În 1331, la vârsta de numai 25 de ani, a fost numit procurator al Bazilicii San Marco. Apoi, la numai 37 de ani, a devenit chiar doge, poziția cea mai înaltă în stat.
În timpul dogatului său, Veneția s-a confruntat cu un război mai puțin fericit cu regele Ludovic I al Ungariei, ca urmare a celei de a șaptea răscoale a Zarei. Aliată cu Regatul maghiar, Genova a trimis o puternică forță navală în Marea Adriatică, sub comanda amiralului Paganino Doria, care a devastat teritoriile venețiene, amenințând Veneția însăși. Cetatea a fost salvată abia ca urmare a marii victorii navale de la Lojera, din 1353.
Veneția a fost lovită de un violent cutremur de pământ la 25 ianuarie 1348, care produs numeroase victime, a distrus mai multe clădiri și a provocat o teribilă extindere a ciumei care nu a încetat decât în 1350. Se estimează că între 1348 și 1350, o treime din populația orașului ar fi murit.
Andrea Dandolo este autorul a două cronici, redactate în limba latină, referitoare în principal la istoria orașului său, însă cu numeroase trimiteri la elemente de istorie universală. Cronica scurtă (Brevis) a fost compusă în vremea în care era procurator al Republicii, pe când cea lungă (Extensa) în perioada de dogat. Ambele se află editate în volumul XII al corpusului lui Lodovico Antonio Muratori, Rerum Italicarum Scriptores.
Dandolo a fost ultimul doge înmormântat în Bazilica San Marco.